# 해나 R. 홀
해나 로즈 홀(Hanna Rose Hall, 1984년 7월 19일 ~ )은 미국의 배우이다.

## 출연 작품
- 처녀 자살 소동 (1999)
- 포레스트 검프 (1994)